# Original Song
«Original Song» es el décimo sexto episodio de la segunda temporada de la serie de televisión estadounidense Glee. Fue estrenado por Fox en Estados Unidos el 15 de marzo de 2011. Nuevas Direcciones como los Warblers se preparan para las Regionales. Rachel intenta crear una canción para la competencia, pero le cuesta bastante. Quinn se da cuenta de que Finn es la pareja ideal para que pueda convertirse en la reina de graduación, por lo que decide quitar del medio a Rachel. Pavarotti, el canario de los Warblers que había quedado al cuidado de Kurt, muere. Blaine se enamora de Kurt. Sue continua maltratando al club Glee. Kurt y Blaine se besan. El club Glee crea una canción para las Regionales contando como se sienten frente a los maltratos de Sue. Quinn le dice a Rachel que se aleje de Finn. Rachel se siente muy triste y escribe una canción. Aural Intensity, los Warblers y Nuevas Direcciones se enfrentan en las Regionales. Kurt y Blaine entierran a Pavarotti. El club Glee le otorga un reconocimiento a Rachel.
«Original Song» obtuvo principalmente una recepción positiva. Los críticos elogiaron la interacción entre Kurt y Blaine, así como la mayoría de las canciones originales del episodio. Mark Perigard del Boston Herald lo llamó un «gran» episodio «lleno de tantos buenos momentos». Se presentaron versiones en portada de seis canciones, incluidos «Raise Your Glass» de Pink y «Blackbird» de The Beatles. El episodio también presentó una amplia selección de canciones originales, más que cualquier episodio anterior de Glee. Las actuaciones musicales, versiones de portada y canciones originales en el episodio se encontraron con críticas generalmente positivas de los críticos. Con la excepción de «Jesus Is My Friend» y «Only Child», todas las canciones se lanzaron como sencillos disponibles para su descarga digital.
Tras su emisión inicial, este episodio fue visto por 11.15 millones detelevidentes  estadounidenses y obtuvo una cuota en pantalla de 4.2/13 en el grupo demográfico de 18-49, según las clasificaciones de Nielsen. La audiencia total y las clasificaciones de este episodio disminuyeron ligeramente con respecto al episodio anterior, «Sexy».

## Argumento
Después de que los Warblers ensayen "Misery" en preparación para los Regionales, Kurt Hummel (Chris Colfer) confiesa su envidia por cómo los Warblers siempre le dan a Blaine (Darren Criss) la actuación en solitario. Más tarde, Kurt honra la muerte repentina de la mascota canaria de los Warblers, Pavarotti, con una actuación de "Blackbird". Blaine está visiblemente conmovido por el tributo emocional de Kurt y se da cuenta de que tiene sentimientos por Kurt. Luego argumenta que los Warblers no deberían confiar solo en él para los Regionales, y propone que en lugar de "Misery", el grupo debería tener un dúo. Blaine es inflexible en que Kurt sea su socio para eso, y el voto a favor es casi unánime. Cuando los dos están a punto de practicar su dúo de "Velas", Blaine confiesa que quería pasar más tiempo con él y comparten su primer beso.
El segundo intento de Rachel (Lea Michele) de una canción original, "Only Child", demuestra ser solo una pequeña mejora con respecto a "My Headband". Finn (Cory Monteith) la alienta a profundizar en su dolor para encontrar su canción. El deseo de Quinn (Dianna Agron) de convertirse en reina del baile le pide que se acerque a Rachel para interponerse entre ella y Finn. Al hacer esto, ella apoya la idea de Rachel de escribir canciones originales para Regionales; los miembros de New Directions finalmente acordaron, debido al hecho de que recibieron una carta de cese y desistimiento de My Chemical Romance diciendo que no pueden realizar "Sing" para las Regionales. Sue más tarde admite falsificar la carta en otro intento de sabotaje del club Glee. Rachel confronta a Quinn sobre su relación con Finn, confiando en que sea honesta. Quinn admite que han estado juntas por un par de semanas y le dice a Rachel que no pertenece a Lima. Quinn dice que se quedará con Finn y que Rachel no puede odiarla por ayudarla a seguir su camino. Herida, Rachel se va a casa y usa las palabras de Quinn como un trampolín para escribir una nueva canción.
Brittany (Heather Morris) se enfrenta a Santana (Naya Rivera), diciendo que extraña su amistad. Sin embargo, Santana es hostil y dice enojada que Brittany "la dejó sin aire", mientras que Brittany muestra que está molesta porque Santana todavía está saliendo con Sam (Chord Overstreet) incluso después de confesar su amor a Brittany. Los dos son interrumpidos por Sue, encontrando que ha llenado sus casilleros con tierra, un evento que luego se mencionó durante la sesión de canciones del club Glee.
En el ensayo, el director Will Schuester (Matthew Morrison) distribuye diccionarios que riman para ayudar al club Glee con la composición de canciones. Mostrando sus canciones originales, Santana canta "Trouty Mouth" como un tributo a la gran boca de Sam y Puck (Mark Salling) canta "Big Ass Heart" a Lauren (Ashley Fink). Mercedes (Amber Riley) luego canta "Hell to the No". Aunque Will acepta que es una gran canción, dice que no es apropiado para Regionals, y señala que las mejores canciones "provienen de un lugar de dolor". Después de que los miembros del club comparten recientes anécdotas hirientes, escribe "Loser Like Me" en el pizarrón, decidiendo que podría ser el título de la canción aún no escrita.
Los jueces de la competencia Regional de este año son la leyenda local de la radio Rod Remington (Bill A. Jones), la candidata Tea Party y la estudiante en casa Tammy Jean Albertson (Kathy Griffin) y la exbailarina exótica Sister Mary Constance (Loretta Devine). Aural Intensity abre la competencia con "Jesus Is My Friend", una canción que Sue seleccionó para atender específicamente a los jueces. Los Warblers se abren con el dúo de "Candles" de Kurt y Blaine, seguido de "Raise Your Glass". Rachel transmite sentimientos a Finn a través de la interpretación de su canción original, "Get it Right", reflexionando sobre los fracasos del pasado en su relación rocosa y expresando su profundo deseo de reconciliarse con Finn. New Directions responde a la intimidación de Sue con su segunda canción original, "Loser Like Me", un himno dedicado a los desvalidos de la escuela secundaria. New Directions gana la competencia regional. Rachel es honrada con el primer premio MVP de New Directions.

## Producción
Kathy Griffin y Loretta Devine participaron como artistas invitadas en el episodio interpretando a Tammy Jean Albertson y a la hermana Mary Constance, ambas jueces del concurso estatal de coros. Los personajes recurrentes fueron los miembros de New Directions Mike Chang (Harry Shum, Jr.), Sam Evans (Chord Overstreet) y Lauren (Ashley Fink), y Blaine Anderson (Darren Criss), el cantante principal de Warblers, un coro rival.
El productor de la serie, Ryan Murphy, planeó emitir «Original Song» a principios de 2010, durante la primera temporada. Antes de este episodio, todas las interpretaciones de Glee eran versiones, y para octubre de 2009 había recibido ofertas de varios compositores dispuestos a elaborar canciones originales. Él declaró que Diane Warren escribiría dos canciones para la serie y, si tenían éxito, tal vez Glee continuara usando canciones originales en el futuro, aunque no todo el tiempo.
Murphy dijo más tarde que planeó mostrar canciones originales durante la segunda temporada con el objetivo de encontrar una manera para que esto ocurra naturalmente como: «No hubiera funcionado [antes] si solo comenzaban a cantar sus propias canciones. No lo entenderías, creo que tendrá que ser de tarea».
Para «Original Song» fueron interpretadas tres canciones originales: «Get It Right», «Loser Like Me» y «Hell to the No». Las dos primeras fueron incluidas en el quinto álbum de la serie Glee: The Music, Volume 5,. y lanzadas como sencillos, disponibles para descarga digital.. En el episodio, «Loser Like Me» fue interpretada por New Directions, con Rachel Berry (Lea Michele) y Finn Hudson (Cory Monteith) como líderes. Descrita por Anders como «un tipo de canción veraniega», fue coescrita por el compositor y productor sueco Max Martin, conocido por su trabajo con muchas estrellas pop. Habiendo interpretado varias canciones coescritas por Martin en la serie, incluyendo canciones de Britney Spears y Kelly Clarkson, Anders sintió que fue adecuada su involucración. De acuerdo con American Society of Composers, Authors and Publishers, los coescritores de la canción son, además, Peer Åström, Savan Kotecha, y Johan Schuster. «Get It Right» es una balada compuesta por Anders y su esposa Michele. El episodio tuvo interpretaciones de «Raise Your Glass» de Pink y «Misery» de Maroon 5.

## Recepción

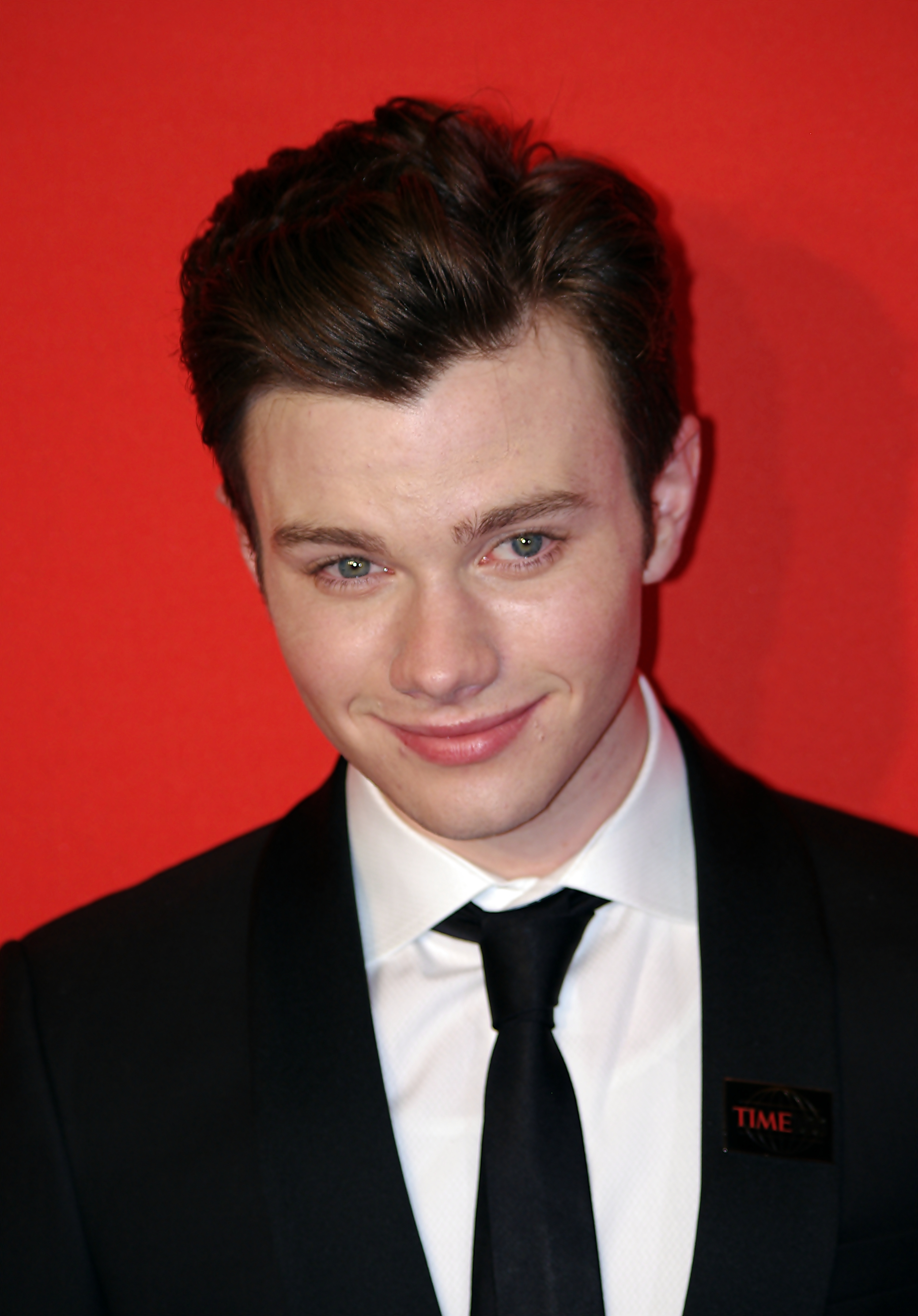
Chris Colfer 2011 actor principal.

### Audiencia
«Original Song» fue visto por una media de 11,146 millones de espectadores durante su emisión original en Estados Unidos, con una cuota de pantalla de 4,2/13 en la franja demográfica 18-49. En Canadá, su estreno por Global Television Network fue visto por una media de 1,8 millones de espectadores y posicionó a Glee como el noveno programa más visto de la semana. En Australia, «Original Song» fue visto por 972 000 espectadores y alcanzó el décimo puesto de los programas más visto de esa noche.

### Críticas
"Original Song" se encontró con la recepción más positiva de los críticos. James Poniewozik de Time lo llamó un episodio "sólido" y escribió que "le fue bien por un par de historias de relaciones en curso". Amy Reiter, de Los Angeles Times, opinó que ofreció varios "momentos muy esperados [...] y muchos más que desearíamos haber pensado anticipar". Mark Perigard del Boston Herald lo consideró un "gran "episodio", lleno de grandes momentos". Robert Canning de IGN lo calificó 8/10, lo que significa un "gran" episodio. Sandra González de Entertainment Weekly elogió el desarrollo de "Original Song", y escribió: "Una gran trama sobre el episodio fue que después del episodio lleno de bomba de la semana pasada, el programa no abandonó por completo lo que habíamos aprendido esa semana". Todd VanDerWerff de The A.V. Club lo calificó como "B-"; notó que disfrutó de las escenas, pero criticó el espectáculo por su inconsistencia. Brett Berk, de Vanity Fair, elogió el episodio por "no solo [...] retirarse a la plantilla narrativa estándar de la serie, agitar a todos en un grupo, o llenar este mugre metafórica con más tropes de plomo que Richard Serra alrededor de 1968", pero teniendo los resultados ser precisamente las inevitabilidades que todos sabíamos ocurrirían ". Akash Nikolas en Zap2 Elogió la nueva canción y su interpretación como una metáfora del espectáculo: "New Directions mostró el letrero "L" de la marca Glee, que el programa cambió de nombre por algo genial. Y en vez de tazas llenas de aguanieve que usualmente se lanzan al Glee Club, las copas se llenaron de confeti rojo y se lanzaron a la audiencia. Este pulcro momento captó la presunción del show: tomar algo feo y opresivo y convertirlo en algo bello y festivo.
Las actuaciones de los invitados hechas por Kathy Griffin y Loretta Devine fueron recibidas con una recepción mixta por parte de varios críticos. Amy Reiter fue más crítica sobre la actuación de Griffin como Tammy Jean Albertson, y señaló "mientras que Kathy Griffin era chistosa cuando la candidata del Tea Party local Tammy Jean Albertson [...] sus líneas cayeron un poco". Ella se fue sobre alabar la actuación de Devine como Hermana Mary Constance, diciendo que sus líneas "dieron en el clavo". Robert Canning elogió ambas actuaciones, diciendo que fue la mejor parte del episodio. Continuó, "Me encanta cómo los segmentos de jueces invitados de estos episodios de concurso comienzan a convertirse en miniseries en sí mismos. Espero que la tradición continúe". James Poniewozik tenía sentimientos encontrados con respecto a la actuación de Griffin. Continuó escribiendo: "Glee puede ser lo suficientemente agudo y tópico como para pensar que podría hacer algo inteligente con el tan publicitado cameo. En su lugar, el rendimiento dependía de los gags esperados [...] y Griffin lo entregó todo con un rigidez que parecía más una recitación que una actuación ". Todd VanDerWerff reaccionó negativamente a ambas actuaciones. En su reseña del episodio, opinaba: "La escena de los jueces [...] fue un recauchutado pálido del original, solo que esta vez tenían a Kathy Griffin y Loretta Devine, así como a un montón de mordazas gastadas del Tea Party".
La historia de Kurt-Blaine fue recibida con aclamación general por parte de los críticos. En su reseña del episodio, Katie Morgan de Billboard reaccionó positivamente a la interacción entre Kurt y Blaine. Ella escribió: "Seguro que les tomó suficiente tiempo, pero estamos muy contentos de finalmente ver a Kurt feliz". En su opinión, Mark Perigard opinó: "Fue completamente, dulcemente romántico, y Criss se vendió de maravilla el momento. Ha tardado mucho tiempo y silenciará a la creciente legión de críticos que estaban descontentos con el ritmo de esta historia y por qué Kurt siempre parecía estar atrapado en la pura miseria ". Robert Canning fue más crítico en la historia . Él criticó fuertemente la actuación de Darren Criss como Blaine. En una revisión detallada sobre la historia, Canning escribió: "Kurt finalmente recibió el primer beso que se merecía. Lástima que viniera del Blaine de madera. Chris Colfer ha estado en la carrera por premios al rendimiento por una buena razón. Darren Criss no será. Colfer y su personaje merecen algo mejor que la cartulina, la declaración de amor sin emociones que pronunció Criss. Yay por Kurt y su primer novio, pero ese fue un trabajo suave hasta su beso". Sandra González llamó a todo desarrollo "simplemente perfecto". Kevin Fallon, de The Atlantic, pensó que el beso era "dulce", y afirmó que estaba contento de que no atrajera controversia alguna. James Poniewozik reaccionó positivamente a la historia. En su reseña, Poniewozik escribió: "En cuanto al último beso, es para crédito de Glee que me hizo pensar: '¡Finalmente, Blaine y Kurt ya se están mirando los labios' antes de que me hiciera pensar, 'Mira, un ¡Un beso gay sincero, entre dos hombres, en mi programa de televisión de horario estelar!'".. Aly Semigran de MTV elogió la interacción entre Kurt y Blaine, diciendo que la escena del beso fue" dulce, real y, sorprendentemente, momento no promocionado". Semigran continuó elogiando la actuación en la escena, diciendo que ambos actores "manejaron con dignidad y honestidad". Brett Berk considera que la interacción es "apropiadamente ferviente".

### Números musicales
Las actuaciones musicales y la selección del episodio recibieron una acogida desigual por parte de la crítica. El tema original «Loser Like Me» recibió el aplauso general de la crítica. Berk alabó la actuación y le dio cuatro estrellas. En su crítica del episodio, Erica Futterman, de Rolling Stone, alabó la canción y la calificó de «verdadero himno» que «termina triunfalmente». Raymond Flandez, de The Wall Street Journal, hizo una crítica positiva de la canción: «La canción surgió de una tormenta de ideas colaborativa que fue más allá de los diccionarios de rimas o de los primeros intentos de cancioncillas como “Trouty Mouth”, “Big Ass Heart” y “Hell to the No”». Bobby Hankinson, del Houston Chronicle, alabó la canción y la consideró «divertida y veraniega».
Sandra Gonzalez, de Entertainment Weekly, tuvo una opinión generalmente positiva de la mayoría de las canciones del episodio. Le dio una «B" a la interpretación de «Loser Like Me» y explicó: «Me costó un poco acostumbrarme. Me gustó más en el programa que cuando la escuché sola, lo cual es extraño porque es exactamente lo mismo. Esto demuestra la gran diferencia que marca una buena interpretación». Gonzalez le dio la máxima calificación a las versiones de «Misery» y «Raise Your Glass», ambas interpretadas por los Warblers. En su reseña de «Misery», elogió la interpretación y le dio una «A». Opinó: «Me encantan las canciones pop con la influencia de los Warblers, sobre todo cuando hacen bailar a Blaine y hacen sus extrañas caras animadas. Son simplemente adorables, y estos Warblers son simplemente increíbles». Gonzalez le dio una «A» a la interpretación de «Raise Your Glass». La calificación más baja que dio González fue una «D» para la interpretación de Santana de «Trouty Mouth». Explicó: «Si tomamos esta canción a broma, le doy una "B−" porque Santana sonó genial. Pero [...] pienso en lo mal que me sentí por Sam al ver su absoluta humillación». «Candles» fue, en general, bien recibida por González. Le dio a la interpretación una «B» y continuó escribiendo: «Es muy difícil para esta pareja estar a la altura de la genialidad de "Baby, It's Cold Outside". Estoy segura de que algún día podrían, pero esta se quedó un poco corta musicalmente para mí. [...] Sin embargo, en el contexto del espectáculo, fue un gran momento».
Amy Reiter, de Los Angeles Times, reaccionó positivamente a todas las canciones. En su reseña de "Canción Original", Reiter opinó: "Las canciones originales [...] no estaban nada mal: Desde la oda de Santana al pobre y horrorizado Sam, "Trouty Mouth", hasta el homenaje de Puck a Lauren, "Big Ass Heart", y la autocelebración de Mercedes, "Hell to the No", las canciones originales de este episodio fueron divertidas y reveladoras. Y el conmovedor himno ganador de los Regionales, 'Loser Like Me', fue como un exuberante granizado en la cara [...]". Katie Morgan, de Billboard, elogió la interpretación de "Candles", calificándola de "hermosa e íntima", y elogió la "sólida actuación" de The Warblers. Emily VanDerrWerf, de The A.V. Club, respondió negativamente a "Trouty Mouth", pero en general se mostró satisfecha con las demás canciones. VanDerWerff elogió la voz de Lea Michele: "La primera canción que Rachel cantó en las regionales [...] fue una baladita bien hecha, el tipo de canción que uno podría imaginar a alguien como Rachel escribiendo y luego cantando a todo pulmón". James Poniewozik también elogió la voz de Michele, así como el desarrollo de su personaje. Opinó: "Dicho esto, me gusta la trayectoria de Rachel como compositora, que ha aprovechado algunas de las mayores virtudes de Lea Michele, tanto como actriz cómica como dramática". Robert Canning, de IGN, encontró las canciones originales "divertidísimas". Opinó: "Repasar una serie de falsos comienzos cómicos y pegadizos fue entretenido. "Trouty Mouth" de Santana fue sensual y divertidísima. La oda rockera de Puckerman a Lauren, 'Big Ass Heart', también fue un deleite ridículo. Y ambas fueron superadas por la contundente 'Hell to the No' de Mercedes, imitando a Amy Winehouse".